# Exército Português
L'Exército Português (in italiano "Esercito portoghese") è la branca terrestre delle forze armate portoghesi e la sua missione principale è garantire la difesa da aggressioni esterne del Portogallo. Fondato nel XII secolo è considerato tra gli eserciti più antichi del mondo.

## Storia
Fortemente legato alla storia nazionale, l'esercito portoghese è operativo fin dalle guerre di indipendenza del XII secolo contro saraceni e León, contro il Regno di Castiglia due secoli più tardi, e le occupazioni spagnola e francese del XVII e XIX secolo. La storia dell'esercito portoghese è direttamente connessa alla storia nazionale. Furono inoltre impiegate nelle campagne coloniali dell'Impero portoghese fin dal XV secolo sui suoli africani, asiatici, americani ed europei. Tra le campagne militari più importanti sono certamente da annoverare la prima guerra mondiale sui fronti francesi e africani e le guerre di indipendenza di Angola, India, Mozambico, Guinea e Timor. Nel XXI secolo, l'esercito portoghese è impegnato in varie missioni di peacekeeping come quelle in Bosnia, Timor Est, Kosovo, Macedonia, Afghanistan, Libano.

## Ordine di battaglia

### Struttura di comando
1. Stato Maggiore dell'Esercito (EME);
2. Comandi Funzionali:
  - Comando Addestramento e Dottrina (CmdID)
  - Comando Logistica (CmdLog)
  - Comando Personale (CmdPess)
  - Comando Forze Terrestri (CFT)
3. Formazioni e Zone Operative:
  - Brigata Meccanizzata (BriMec)
  - Brigata di Reazione Rapida (BriRR)
  - Brigata d'Intervento (BrigInt)
  - Zona Militare delle Azzorre (ZMA)
  - Zona Militare di Madeira (ZMM)
4. Principali Scuole Militari:
  - Accademia Militare (AM)
  - Scuola Sergenti dell'Esercito (ESE)
  - Scuola del Servizio Medico Militare (ESSM)

## Forza operativa permanente
Dal Comando operativo dipendono le unità di manovra e di supporto dell'esercito portoghese:
- Brigata meccanizzata;
- Brigata di reazione rapida;
- Brigata di intervento media;
- Zona Militare delle Azzorre (Ponta Delgada);
- Zona Militare di Madera (Funchal);
- Forze di sostegno.

### Ordine di battaglia
| Comando delle Forze Operative |            | |                             |                        | |
| Reparto                       | Sede       | Unità dipendenti | Reparto                     | Sede                   | Unità dipendenti |
| Brigata meccanizzata          | Constância | - Battaglione carri (4º Rgt. Cavalleria) - 1º Btg. Fanteria meccanizzata - 2° Btg.Fanteria meccanizzata - Gruppo di artiglieria terrestre - Squadrone di ricognizione (4º Rgt. Cavalleria) - Batteria artiglieria contraerea - Compagnia del genio - Compagnia delle trasmissioni - Battaglione supporti | Brigata di reazione rapida  | Vila Nova da Barquinha | - 1º Btg. Paracadutisti (15º Reggimento di Fanteria) - 2º Btg. Paracadutisti - Battaglione Commando - Centro FOS - Sq. di ricognizione (3º Rgt. di Cavalleria) - Compagnia anticarro - Batteria contraerea - Compagnia genio (Scuola del genio) - Compagnia di trasmissioni - Battaglione supporti - Battaglione aereo (Scuola aerea) |
| Brigata proiettabile          | Coimbra    | - 1º Btg. di fanteria (13º Rgt. di fanteria) - 2º Btg. di fanteria (14º Rgt. di fanteria) - Gruppo cannonieri (6º Rgt. Cavalleria) - Gruppo di Artiglieria (4º Rgt. Artiglieria) - Squadrone ricognizione (6º Rgt. Cavalleria) - Batteria contraerea (1º Rgt. Artiglieria contraerea) - Compagnia del Geno (3º Reggimento genio) - Compagnia trasmissioni (Scuola delle trasmissioni) - Battaglione supporti | Zona militare delle Azzorre | Ponta Delgada          | - Battaglione Fanteria (1º Rgt. "Guarnigione") - Battaglione Fanteria (2º Rgt. "Guarnigione") - Compagnia mortai pesanti - Batteria contraerea - Compagnia supporti |
| Zona militare di Madera       | Funchal    | - Battaglione Fanteria (3º Rgt. "Guarnigione") - Batteria contraerea - Compagnia supporti | Supporti                    |                        | - Battaglione Genio costruttori - Polizia militare (2º Rgt. Lancieri) |

#### Brigada de Reação Rápida
La Brigada de Reação Rápida (Brigata di Reazione Rapida) è assegnata all'Allied Rapid Reactions Corps, il Corpo di Reazione Rapida della NATO. La brigata era nata nel 1975 con la fine della guerra d'oltremare quando le truppe paracadutiste della Força Aérea Portuguesa vennero riorganizzate formando il Corpo de Tropas Paraquedistas (CTP) che venne inquadrato nella Brigada Ligeira de Paraquedistas. Nel 1993 con il passaggio dei paracadutisti all'esercito, la brigata venne riorganizzata assumendo la denominazione di Brigada Aerotransportada Independente. Nel 2006 con la riorganizzazione dell'esercito portoghese venne deciso di integrare l'aviazione leggera dell'esercito nella Brigada Aerotransportada Independente che assunse la denominazione di Brigada de Reação Rápida. Nell'ambito dell'Allied Rapid Reactions Corps Brigada de Reação Rápida è affiliata alla Divisione "Acqui" dell'Esercito Italiano, insieme alle brigate italiane "Garibaldi" e "Pinerolo".

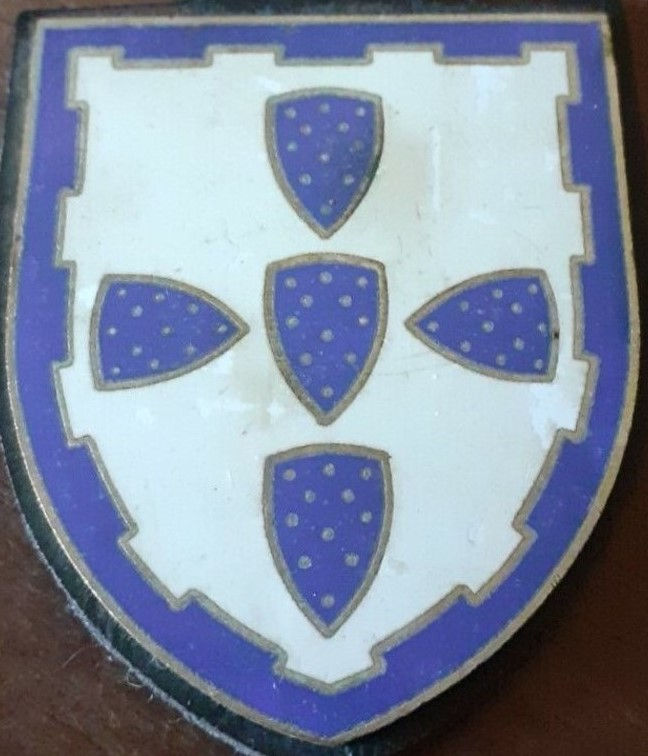
Distintivo della 1ª Brigada Mista Independente (PT)

#### Brigada Mecanizada
In passato la principale forza dell'esercito, assegnata alla NATO era la 1ª Brigada Mista Independente, costituita nel 1976, che comprendeva un battaglione carri costituito a sua volta da 2 compagnie su M47 Patton e due compagnie, una delle quali esplorante su M48, due battaglioni di fanteria meccanizzata, uno di Fanteria motorizzata, un gruppo di obici semoventi M109. La 1ª Brigada Mista Independente in ambito NATO era inquadrata nella 3ª Divisione "Celere" dell'Esercito Italiano e il suo compito era la difesa del fianco sud dell'Europa.
Nal 1993 il battaglione di fanteria motorizzata venne sostituito da un battaglione di fanteria meccanizzata e l'unità militare venne ribattezzata Brigada Mecanizada Independente, per poi assumere nel 2006 la denominazione di Brigada Mecanizada.

## Gradi
Ufficiali
| NATO code            | OF-10                | OF-10   | OF-9    | OF-9            | OF-8            | OF-8          | OF-7          | OF-7               | OF-6               | OF-6               | OF-5    | OF-5            | OF-4            | OF-4  | OF-3  | OF-3    | OF-2    | OF-2    | OF-1    | OF-1    | OF-1    | OF-1    | OF-1    | OF-1                | OF(D)               | OF(D)               | OF(D)               | OF(D)               | OF(D)               | OF(D)  | Cadetto | Cadetto | Cadetto | Cadetto | Cadetto | Cadetto |
| -------------------- | -------------------- | ------- | ------- | --------------- | --------------- | ------------- | ------------- | ------------------ | ------------------ | ------------------ | ------- | --------------- | --------------- | ----- | ----- | ------- | ------- | ------- | ------- | ------- | ------- | ------- | ------- | ------------------- | ------------------- | ------------------- | ------------------- | ------------------- | ------------------- | ------ | ------- | ------- | ------- | ------- | ------- | ------- |
| Exército Português   |                      |         |         |                 |                 |               |               |                    |                    |                    |         |                 |                 |       |       |         |         |         |         |         |         |         |         |                     |                     |                     |                     |                     |                     |        |         |         |         |         |         |         |
| Marechal do Exército | Marechal do Exército | General | General | Tenente-general | Tenente-general | Major-general | Major-general | Brigadeiro-general | Brigadeiro-general | Coronel-tirocinado | Coronel | Tenente-coronel | Tenente-coronel | Major | Major | Capitão | Capitão | Tenente | Tenente | Tenente | Alferes | Alferes | Alferes | Aspirante-a-oficial | Aspirante-a-oficial | Aspirante-a-oficial | Aspirante-a-oficial | Aspirante-a-oficial | Aspirante-a-oficial | Cadete | Cadete  | Cadete  | Cadete  | Cadete  | Cadete  |         |

Sottufficiali graduati e comuni
| NATO Code          | OR-9         | OR-9         | OR-9         | OR-9         | OR-9         | OR-9           | OR-8           | OR-8              | OR-7              | OR-7              | OR-6              | OR-6              | OR-6              | OR-6              | OR-6              | OR-6             | OR-5             | OR-5    | OR-5    | OR-5            | OR-5            | OR-5         | OR-4         | OR-4         | OR-4         | OR-4          | OR-3          | OR-3         | OR-2         | OR-2         | OR-2         | OR-2         | OR-2         | OR-2    | OR-1    | OR-1 |  |
| Exército Português |              |              |              |              |              |                |                |                   |                   |                   |                   |                   |                   |                   |                   |                  |                  |         |         |                 |                 |              |              |              |              |               |               |              |              |              |              |              |              |         |         |      |  |
| Sargento-mor       | Sargento-mor | Sargento-mor | Sargento-mor | Sargento-mor | Sargento-mor | Sargento-chefe | Sargento-chefe | Sargento-ajudante | Sargento-ajudante | Primeiro-sargento | Primeiro-sargento | Primeiro-sargento | Primeiro-sargento | Primeiro-sargento | Primeiro-sargento | Segundo-sargento | Segundo-sargento | Furriel | Furriel | Segundo-furriel | Segundo-furriel | Cabo-adjunto | Cabo-adjunto | Cabo-adjunto | Cabo-adjunto | Primeiro-cabo | Primeiro-cabo | Segundo-cabo | Segundo-cabo | Segundo-cabo | Segundo-cabo | Segundo-cabo | Segundo-cabo | Soldado | Soldado |      |  |